# Liste 99
Por el Gobierno del Pueblo (Pour le gouvernement du peuple), connue sous le nom de liste 99, selon le chiffre de la liste électorale qui représente ce groupe politique uruguayen, a transité par plusieurs partis politiques au cours de son histoire.
Créée par Zelmar Michelini, qui fut assassiné en mai 1976 dans le cadre de l'opération Condor, la liste 99 était au départ une tendance social-démocrate du Parti colorado, avant de rejoindre, pour les élections de 1971, la coalition de gauche du Front large. Avec le retour de la démocratie, Hugo Batalla, qui avait participé à la création du groupe en 1962, mena la liste aux élections de 1984, toujours au sein du Front large. En 1989, elle se sépara de ce dernier, pour former le Nouvel Espace avec le Parti démocrate chrétien (centre-gauche). Enfin, le groupe se scinda en trois aux élections de 1994, Batalla étant élu vice-président d'Uruguay sur les couleurs du Parti colorado, ce qui le poussa à réintégrer peu après officiellement les colorados, suivis des principaux dirigeants de la liste et conservant le numéro 99; Rafael Michelini, le fils du sénateur assassiné, conserva le nom de Nouvel Espace, tandis que Daniel Díaz Maynard (es) se joignit à la coalition de gauche Encuentro Progresista-Frente Amplio (Convergence progressiste - Front large). Depuis la mort de Batalla en 1998, la liste 99, toujours partie intégrante du Parti colorado, est dirigée par Yamandú Fau (es).

## Élections de 1962 et 1966
Ce groupe politique est né au sein du Parti colorado au début des années 1960. Il devait au départ s'intégrer à la liste 15 (batlliste (es)), mais Zelmar Michelini et Hugo Batalla s'en séparèrent et créèrent cette liste, d'orientation social-démocrate. Michelini et Batalla étaient en effet en désaccord avec le dirigeant de la liste 15, Luis Batlle Berres, concernant les raisons de la défaite historique de 1958, quand le Parti blanco gagna pour la première fois, au XXe siècle, les élections, entrant au Conseil national du gouvernement. 
La liste 99, « Pour le gouvernement du peuple », présenta ainsi des candidats pour le Conseil national du gouvernement aux élections de 1962 et, après la réforme constitutionnelle, à l'élection présidentielle de 1966 (en raison de la ley de lemas, les partis uruguayens avaient alors le droit de présenter plusieurs candidats différents, d'où les différentes listes électorales et tendances au sein des deux partis traditionnels, blanco et colorado). 
Zelmar Michelini était ainsi sa tête de liste en 1962, candidat au Conseil national, accompagné de Renán Rodríguez (es), Esteban Campal, Delfos Roche, Luis I. Garibaldi, Ceibal Artigas... La liste 99 obtint alors 76 510 voix, contre 167 095 voix pour la liste Unión Colorada y Batllista (es), menée par Óscar Diego Gestido, et 277 259 voix pour la liste 15, battliste. Les élections furent toutefois remportées par le Parti blanco pour la seconde fois de son histoire. 
En 1966, Zelmar Michelini était candidat présidentiel de la liste 99, flanqué de son colistier Aquiles Lanza (es) pour la vice-présidence; Jorge Pacheco Areco (colorado, Unión Colorada y Batllista (es)) fut élu.

## Le virage à gauche: du Parti colorado au Front large
En vue des élections de 1971, Por el Gobierno del Pueblo abandonna le Parti colorado, se joignant à la création du Front large, la coalition de gauche qui s'opposer aux deux partis traditionnels. Ce virage ne fut toutefois pas accepté par Aquiles Lanza (es) et Renán Rodríguez (es), qui restèrent colorado. Michelini fut ainsi élu sénateur sur la liste 99, au sein du Front large, et Batalla député.
Après le coup d'État de juin 1973, Michelini s'exila à Buenos Aires, aux côtés d'Enrique Erro et d'autres dissidents des partis traditionnels. Il y fut assassiné, en mai 1976, victime de l'opération Condor, en même temps que le député blanco Héctor Gutiérrez Ruiz et que deux Tupamaros. La dictature militaire dissolut tous les partis.

## La transition démocratique
Aux élections de 1984, remportées par Julio María Sanguinetti (colorado), la liste 99, menée par Hugo Batalla, représentant une gauche modérée, obtint son meilleur score de l'histoire, avec trois sénateurs élus et onze députés. La position centriste de Batalla, alors que la scène politique restait très polarisée, ce qui en fit un successeur possible de Líber Seregni en tant que président du Front large, bien que d'autres préféraient que « Pour le gouvernement du peuple » se sépare de la coalition de gauche et devienne autonome.
Ceci fut fait aux élections de 1989, remportées par Luis Alberto Lacalle (blanco) la liste 99 s'alliant avec le Parti démocrate chrétien, également membre du Front large, pour créer le Nouvel Espace, autonome de la coalition de gauche. Elle obtint deux sénateurs et huit députés, les démocrates-chrétiens obtenant un député. 
La liste 99 se scinda en trois aux élections de 1994:
- Batalla et les dirigeants principaux (Yamandú Fau (es), Carlos Cassina, etc.) passa un accord électoral avec le Parti colorado, conservant le numéro 99, et Batalla fut colistier de Julio María Sanguinetti, résultant élu vice-président de la République; toutefois, la liste 99 n'obtint qu'une députée, Yamandú Fau.
- Rafael Michelini, le fils du sénateur assassiné, conserva le nom de Nouvel Espace, concourant aux élections avec le numéro 99 000;
- enfin, Daniel Díaz Maynard (es) se joignit à la coalition de gauche Encuentro Progresista-Frente Amplio (Convergence progressiste - Front large).

Peu de temps après la victoire de María Sanguinetti et de Batalla, victoire en demi-teinte puisque la liste 99 n'avait fait élire qu'un seul député, Batalla décida de se réintégrer officiellement au Parti colorado. Après sa mort en 1998, la liste 99 fut dirigée par Yamandú Fau (es). Elle perdit de l'influence, mais Fau réactiva ce numéro en 2008, dont les 47 ans furent célébrés en mai 2009. Le groupe de Fau adhéra au mouvement Vamos Uruguay (liste 10), tendance colorada présidée par Pedro Bordaberry, qui fut le candidat présidentiel du Parti colorado aux élections de 2009. Les colorados obtinrent 17 % des voix au premier tour des élections générales, leur donnant cinq sénateurs et dix-sept députés, tandis que le Parti blanco obtenait 29 %, et le Front large, avec à sa tête l'ex-Tupamaro José Mujica, 47,96 % des voix et la majorité absolue dans les deux chambres du Congrès.